# Tetsuya Kakihara
Tetsuya Kakihara (柿原 徹也 Kakihara Tetsuya?,  Düsseldorf, 24 de diciembre de 1982) es un actor de voz y cantante japonés nacido en Alemania. Anteriormente estuvo afiliado a 81 Produce, pero renunció en junio de 2013. En 2014, fundó su propia agencia, Zynchro. Kakihara habla con fluidez varios idiomas, incluyendo alemán, japonés, inglés, español y latín.
Kakihara es bien conocido por interpretar papeles de niños jóvenes con personalidades ardientes, como Natsu Dragneel del anime Fairy Tail. Es conocido por su actuación de voz en juegos otome, como la voz de Shin en la serie de juegos de PSP Amnesia y K1-B0 de Danganronpa V3: Killing Harmony. Kakihara también participa activamente en anime y CD dramáticos de BL (boys' love). Desde 2010, Kakihara está afiliado a Kiramune, un sello musical de Bandai Visual y Lantis, donde debutó como cantante con su primer miniálbum, Still on Journey. Su primer sencillo, "String of Pain", lanzado el 6 de febrero de 2013, es el tema final del anime Hakkenden: Eight Dogs of the East en el que prestó su voz a Shino Inuzuka. Ha lanzado dos álbumes completos, cinco miniálbumes y seis sencillos. Su tercer sencillo, "咲いちゃいな (Saichaina)", fue lanzado el 15 de abril de 2015.

## Filmografía

### Anime
Nota: Los papeles principales están en negrita
2004
- Futakoi como Hariyama (eps. 3, 13)
- Sensei no Ojikan como Koro-chan.

2005
- Fushigiboshi no Futago Hime como Bright.
- Magical Girl Lyrical Nanoha A's como Graf Eisen; Levantine; Randy; Rock Dragon; Sand Dragon

2006
- Black Lagoon: The Second Barrage como Riko.
- Fushigiboshi no Futago Hime Gyu! como Bright.
- Jigoku Shōjo Futakomori como Shun Shishido (ep. 5)
- Kirarin Revolution como Nii-Kun.
- Pokémon: Diamante y Perla como Reiji.
- Princess Princess como Mikoto Yutaka.

2007
- Claymore como Hermano de Ophelia (ep. 14)
- Dragonaut - The Resonance como Kazuki Tachibana.
- Hidamari Sketch como Salaryman (ep. 8)
- Magical Girl Lyrical Nanoha StrikerS como Armed Device; Graf Eisen; Levantine; Strada
- Minami-ke como Fujioka, locutor (ep. 2)
- Prism Ark como Hyaweh..
- Romeo × Juliet como Mercutio
- Tengen Toppa Gurren-Lagann como Simon.
- Zombie-Loan como Lyca.

2008
- Ga-Rei -Zero- como Masaki Shindō.
- Junjō Romantica 2 como amigo de Shinobu (ep. 8)
- Kannagi: Crazy Shrine Maidens como Meguru Akiba.
- Kurogane no Linebarrels como Kōichi Hayase.
- Minami-ke: Okaeri como Fujioka.
- Nabari no Ō como Sourou Katou.
- Nijū-Mensō no Musume como Goro (eps. 2-6)
- Noramimi como Tateroru (ep. 1)

2009
- Bleach como Ggio Vega
- Bleach como shinji (ep.133)
- Cross Game como Mizuki Asami.
- Fairy Tail como Natsu Dragneel.
- Fullmetal Alchemist: Brotherhood como Cain Fury.
- Hanasakeru Seishōnen como Toranosuke.
- Metal Fight Beyblade como Hyouma.
- Minami-ke: Okawari como Fujioka.
- Shangri-La como Medusa.

2010
- Kaichō wa Maid-sama! como Gouki Aratake.

2011
- Dog Days como Gaul Galette des Rois.
- Digimon Xros Wars: The Boy Hunters Racing Through Time como Ryoma Mogami.
- Ao no exorcist como Amaimon.

2012
- Brave 10 como Sasuke Sarutobi.
- Viewfinder como Akihito Takaba
- Saint Seiya Omega como Ryūhō de Dragón.
- Ozuma como Sam Coyne
- K Project  como Adolf K. Weisman

2013
- Amnesia como Shin.
- Hakkenden: Tōhō Hakken Ibun como Inuzuka Shino.
- Pretty rhythm: Raimbow Live como Kouji Mihama.
- Kuroko no Basket Season 2 como Yōhei Kawase.
- Kami-sama no Inai Nichiyoubi como Kiriko Zubreska.
- Makai Ouji: Devils and Realist como Camio.
- Magi: The Kingdom of Magic como Ren Kouha.
- Log Horizon como Rundelhaus Code

2014
- Hoozuki no Reitetsu como Karauri.
- Fuuun Ishin Dai*Shogun como Keiichirō Tokugawa.
- Yowamushi Pedal como Toudou Jinpachi.
- Diamond no Ace como Hideaki Yoshizawa
- Fairy Tail como Natsu Dragneel.
- One Piece como Gardoa.
- Hot Wheels The Anime Series como Inuzuka Kouha

2015
- Log Horizon 2nd season como Rundelhaus Code
- Kyōkai no Rinne como Masato
- Himouto! Umaru-chan como Alex Tachibana
- Fairy Tail como Natsu Dragneel.
- Kūsen Madōshi Kōhosei no Kyōkan como Lloyd Alwin.

2016
- Divine Gate como Akane.
- Handa-kun como Reo Nikaido.
- Servamp como Alicein Mikuni.
- Tsukiuta.The Animation como Haduki You.[2]
- B-Project:Kodou*Ambitious como Momotaro Onzai
- Nanbaka como Uno
- Occultic;Nine como Shun Moritsuka

2017
- Code: Realize - Sōsei no Himegimi - como Victor Frankenstein
- Kenka Banchō Otome: Girl Beats Boys como Yūta Mirako
- Kyōkai no Rinne 3 como Masato

2018
- Fairy Tail: Final Series como Natsu Dragneel

2019
- Arifureta Shokugyō de Sekai Saikyō como Kōki Amanogawa[3]
- Carole & Tuesday como Aaron
- Mairimashita! Iruma-kun como Andro M. Jazz
- Ensemble Stars! como Subaru Akehoshi

2020
- Gibiate como Sensui Kanzaki
- Tsukiuta. The Animation 2 como Haduki You
- Bungō to Alchemist ~Shinpan no Haguruma~ como Nakahara Chuuya
- Boruto: Naruto Next Generations como Deepa
- Otome Game no Hametsu Flag Shika Nai Akuyaku Reijou ni Tensei Shiteshimatta... como Keith Claes

2021
- Otome Game no Hametsu Flag Shika Nai Akuyaku Reijō ni Tensei Shiteshimatta... X como Keith Claes
- Mairimashita! Iruma-kun 2nd Season como Andro M. Jazz

2022
- Love All Play como Yōji Higashiyama
- Tomodachi Game como Chisato Hashiratani
- Mairimashita! Iruma-kun 3rd Season como Andro M. Jazz

2023
- My Hero Academia 6 como En Tayutai

2024
- High Card Season 2 como Noah Forland
- Fairy Tail 100 Years Quest como Natsu Dragneel
- Tsue to Tsurugi no Wistoria como Julius Reinberg

### OVA
- Angel's Feather como Kyouhei
- Black Lagoon: Roberta's Blood Trail como Ronny (ep 2).
- Minami-ke: Betsubara como Fujioka.
- Mobile Suit Gundam Unicorn como Angelo Sauper.
- My-Otome 0~S.ifr~ como Kid.
- Okane ga Nai como Tetsuo Ishii
- Saint Seiya: The Lost Canvas como Tenma de Pegaso
- The Prince of Tennis como Lilident Crowzer.
- Ao no Exorcist - Tokubetsu Bangai Hen ~Kuro no Iede~ como Amaimon.
- Fairy Tail series como Natsu Dragneel
- Amnesia como Shin.
- Viewfinder como  Akihito Takaba.

### ONA
- Xam'd: Lost Memories como Shiroza

### Películas
- Kara no Kyōkai como Tomoe Enjō.
- Naruto Shippūden: La película como Kusuna.
- Tengen Toppa Gurren Lagann: Guren-hen como Simon.
- Tengen Toppa Gurren Lagann: Ragan-hen como Simon.
- Vexille - 2077 Isolation of Japan como Taro.
- Fairy Tail Hoo No Miko como Natsu Dragneel
- Yowamushi Pedal como Toudou Jinpachi.
- Fairy Tail: Dragon Cry como "Natsu Dragneel"

### Videojuegos
- Aladdin: Sinoalice como Aladdin
- Atelier Iris: Eternal Mana como Klein Kiesling.
- Atelier Iris 3: Grand Phantasm como Alvero Kronie.
- BlazBlue: Calamity Trigger como Jin Kisaragi y Hakumen.
- BlazBlue: Continuum Shift como Jin Kisaragi y Hakumen.
- BUSTAFELLOWS como Carmen.
- Corpse Party como Sakutaro Morishige.
- Danganronpa V3: Killing Harmony como K1-B0 (también escrito como Kiibo o Keebo).
- Crystal of Atlan como Magician.
- Ensemble Stars! como Subaru Akehoshi
- Final Fantasy XV como Prompto.
- Grand summoners como Rayas.
- Genshin Impact como Scaramouche.
- Lost Dimension como Agito Yuuki.
- Seiken Densetsu 4 como Eldy.
- Solatorobo: Red The Hunter como Red Savarin.
- Tales of Hearts como Shing Meteoryte.
- Wand of Fortune como Lagi El Nagil.
- Cookie Run Kingdom como Lilac Cookie.
- Tokimeki Restaurant como Tsuji Kaito.
- Zenless Zone Zero como Asaba Harumasa.

### CD drama BL
- Viewfinder como Akihito Takaba
- Honto Yajuu como Gotouda Aki

### Doblaje
- A Turtle's Named Sammy como Ray
- Maya The Bee como Sting
- Admission como Jeremiah Balakian
- Playmobil: The Movie como Del
- The Long Way Home como Kim Young-kwang

## Discografía

### Álbum Completo
- Live in ToKyo (2020)

### Singles
- String of Pain (2013)
- Generations (2013)

### Miniálbum
- Still on Journey (2010)
- Continuous (2012)
- Call M (2013)
- GET OVER HERE (2019)